# جوب بيكنل إليس
جوب بيكنل إليس (بالإنجليزية: Job Bicknell Ellis)‏ هو عالم نبات أمريكي، ولد في 21 يناير 1829 في بوتسدام في ألمانيا، وتوفي في 30 ديسمبر 1905 في نيوفيلد في الولايات المتحدة.